# William Tooke
William Tooke, född den 29 januari 1744 i Islington, död den 17 juni 1820, var en engelsk historiker.
Han var präst i den engelska kyrkan i Cronstadt i Ryssland och kaplan vid den engelska handelsstationen i Sankt Petersburg 1774–1792. Han utsågs till fellow i Royal Society den 5 juni 1783.